# Poienarii de Argeș (gmina)
Poienarii de Argeș – gmina w Rumunii, w okręgu Ardżesz. Obejmuje miejscowości Ceaurești, Ioanicești, Poienari i Tomulești. W 2011 roku liczyła 1117 mieszkańców.